# Championnats de France de course d'orientation 2018
Navigation
Édition précédente Édition suivante
Les championnats de France de course d'orientation 2018 se sont tenus :
- le 21 avril à Saint-Léger-en-Yvelines pour le championnat de moyenne distance ;
- le 23 juin à Lans-en-Vercors pour le championnat de longue distance ;
- le 1er novembre à Château-Arnoux-Saint-Auban pour le championnat de nuit ;
- le 3 novembre à Forcalquier pour le championnat de sprint.

## Podiums

### Individuel
| Épreuves Femmes  | Or              | Argent          | Bronze           |
| ---------------- | --------------- | --------------- | ---------------- |
| Moyenne distance | Léa Vercellotti | Eva Jurenikova  | Maëlle Beauvir   |
| Longue distance  | Isia Basset     | Amélie Chataing | Cécile Foltzer   |
| Nuit             | Amélie Chataing | Chloé Blanc     | Léa Vercellotti  |
| Sprint           | Léa Vercellotti | Isia Basset     | Florence Hanauer |

| Épreuves Hommes  | Or                  | Argent                  | Bronze           |
| ---------------- | ------------------- | ----------------------- | ---------------- |
| Moyenne distance | Lucas Basset        | Philippe Adamski        | Vincent Coupat   |
| Longue distance  | Vincent Coupat      | Olivier Blanc-Tranchant | Loïc Marty       |
| Nuit             | Håkon Raadal Bjørlo | Loïc Capbern            | Vincent Coupat   |
| Sprint           | Adrien Delenne      | Lucas Basset            | Maxime Rauturier |